# Flammeri

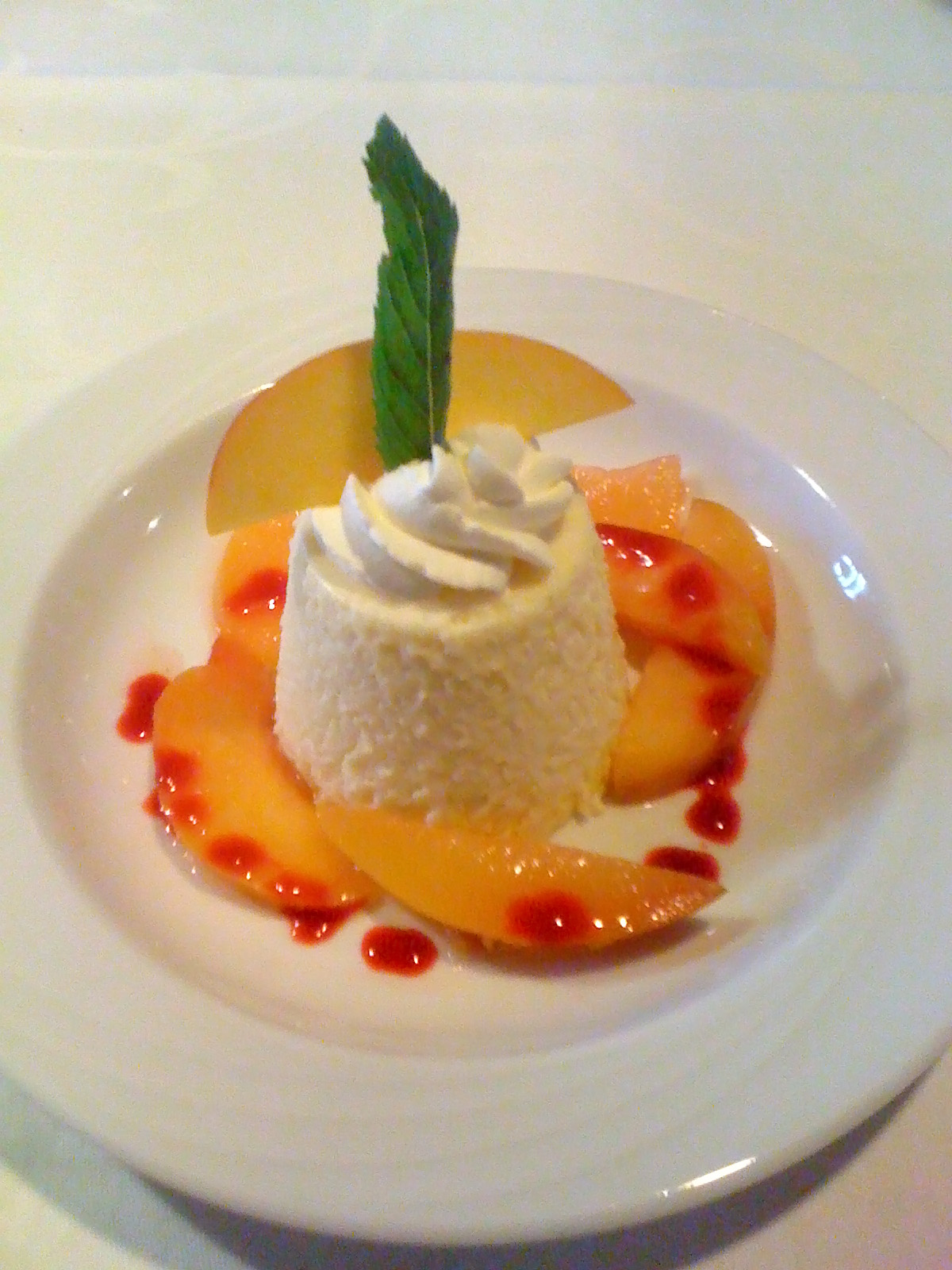
Flammeri

Flammeri (englisch: flummery, französisch: flamri) ist die Fachbezeichnung für eine mit Stärke gebundene Creme. So ist beispielsweise Vanillepudding korrekterweise ein „Vanilleflammeri“. Gekochte Cremes (auch Patisserie- oder Füllcremes genannt) sind gastronomisch gesehen Flammeris. Der Begriff wird heute wenig gebraucht, da die Industrie mit dem Puddingpulver eine Verschiebung der Begriffe herbeigeführt hat.
Die Süßspeise kann aus Grieß, Reis, Maisstärke oder Sago mit gesüßter Milch gekocht werden. Diese Zubereitungsweise wird oft unzutreffend als Pudding bezeichnet. Der Unterschied zu Pudding besteht darin, dass Flammeris durch die Quellung der Stärke gebunden werden, während bei Puddings Eier das Bindemittel sind.
Flammeri kann außerdem mit Weißwein anstelle von Milch zubereitet und kalt serviert werden. Die wahrscheinlich bekannteste Version von Flummery wird aus Grieß, Weißwein oder Sherry mit Zitronensirup, Eigelb und Brandy, versetzt mit Gelatine, hergestellt.
Der Zusatz von Eigelb, Fruchtsaft, Rosinen und Spirituosen ist möglich. Ein Flammeri kann Gelatine enthalten und mit Schlagsahne oder Eischnee aufgelockert werden. Flammeris werden in Portionsgefäßen oder gestürzt angeboten und mit Fruchtsaucen, frischen Früchten oder Schokoladensauce angerichtet. Die Industrie bietet eine Auswahl an Convenience-Erzeugnissen.
Das englische Wort flummery bedeutet eigentlich Haferbrei (aus walisisch Ilymru); die Herkunft ist ungeklärt.